# Beata Naigambo
Beata Nandjala Naigambo (Oilagati, 11 marzo 1980) è una maratoneta namibiana.

## Biografia
Beata Naigambo ha esordito con la nazionale namibiana nel 1999. Ha preso parte a numerose manifestazioni internazionali gareggiando nella maratona, come i Giochi olimpici dal 2008 al 2016.

## Palmarès
| Anno | Manifestazione             | Sede           | Evento         | Risultato | Prestazione | Note                          |
| ---- | -------------------------- | -------------- | -------------- | --------- | ----------- | ----------------------------- |
| 1999 | Mondiali di cross          | Belfast        | Corsa U20      | 86        | 24'51"      |                               |
| 1999 | Campionati africani U20    | Tunisi         | 10000 m piani  | –         | 37'49"90    |                               |
| 2002 | Giochi del Commonwealth    | Manchester     | Maratona       | 9ª        | 2h47'22"    |                               |
| 2005 | Universiadi                | Smirne         | Mezza maratona | 9ª        | 1h19'16"    |                               |
| 2006 | Giochi del Commonwealth    | Melbourne      | Maratona       | dnf       | dnf         |                               |
| 2005 | Universiadi                | Bangkok        | Mezza maratona | 10ª       | 1h21'09"    |                               |
| 2008 | Giochi olimpici            | Pechino        | Maratona       | 28ª       | 2h33'29"    |                               |
| 2009 | Mondiali                   | Berlino        | Maratona       | 23ª       | 2h33'05"    | Miglior prestazione personale |
| 2010 | Giochi del Commonwealth    | Nuova Delhi    | Maratona       | 4ª        | 2h36'43"    |                               |
| 2012 | Giochi olimpici            | Londra         | Maratona       | 37ª       | 2h31'16"    |                               |
| 2013 | Mondiali                   | Mosca          | Maratona       | dnf       | dnf         |                               |
| 2014 | Giochi del Commonwealth    | Glasgow        | Maratona       | 11ª       | 2h39'23"    |                               |
| 2015 | Mondiali                   | Pechino        | Maratona       | dnf       | dnf         |                               |
| 2016 | Giochi olimpici            | Rio de Janeiro | Maratona       | 41ª       | 2h36'32"    |                               |
| 2017 | Mondiali                   | Londra         | Maratona       | 30ª       | 2h37'24"    |                               |
| 2018 | Mondiali di mezza maratona | Valencia       | Mezza maratona | 84ª       | 1h17'14"    |                               |
| 2019 | Giochi panafricani         | Rabat          | Mezza maratona | 13ª       | 1h24'28"    |                               |

## Altre competizioni internazionali
2009
- Bronzo alla Maratona di Marakkech ( Marrakech) - 2h39'11"
- Oro alla Maratona di Eindhoven ( Eindhoven) - 2h31'01"

2010
- Oro alla Maratona di Windhoek ( Windhoek) - 2h56'13"
- Bronzo alla Maratona di Amburgo ( Amburgo) - 2h33'00"

2011
- 7ª alla Maratona di Amsterdam ( Amsterdam) - 2h32'12"

2013
- Bronzo alla Maratona di Valencia ( Valencia) - 2h30'48"

2014
- Bronzo alla Maratona di Rotterdam ( Rotterdam) - 2h31'00"
- Oro alla Maratona di Valencia ( Valencia) - 2h30'34"

2015
- Bronzo alla Maratona di Amburgo ( Amburgo) - 2h27'28"
- Oro alla Maratona di Valencia ( Valencia) - 2h26'57"

2017
- 12ª alla Maratona di Seul ( Seul) - 2h40'58"
- 7ª alla Maratona di Istanbul ( Istanbul) - 2h40'45"

2018
- 5ª alla Maratona di Taipei ( Taipei) - 2h38'31"

2019
- Argento alla Maratona di Dakar ( Dakar) - 2h43'55"